# 18-as busz (Sopron)
A soproni 18-as jelzésű autóbusz Jereván lakótelep és Ágfalvi úti lakótelep végállomások között közlekedett, 1999. május 29-ig rendszeresen, a két nappal későbbi menetrendváltástól egészen 2008-ig szerepelt a menetrendekben, de az indulási időpontjaihoz mindig oda volt írva, hogy „egyelőre nem közlekedik".

## Az Ágfalvi úti lakótelep autóbusz-közlekedése
Az Ágfalvi úti lakótelep utasait a 4-es, 16-os, 21-es és 22-es jelzésű autóbuszok szállítják. A 4-es busz az Ipar körútról indul, és a Szent István Templom és a vasútállomás érintésével, majd a Várkerületen és a Baross úton közlekedik. Ellenkező irányban csak az Autóbusz-állomásig közlekedik! A 21-es busz az Autóbusz-állomásról indul, és a Bánfalvi úton közlekedik, valamint a lakótelep helyközi megállójában áll meg. A 22-es busz a TESCO áruháztól indul és nem a Várkerületen, hanem a II. Rákóczi Ferenc utcán és a Táncsics utcán, majd a Bánfalvi úton közlekedik. A lakótelepet szolgálta korábban a 3A jelzésű busz, amely a 16-os vonalán közlekedett, és a lakótelep után Brennbergbányára ment.

## Közlekedés
A vonalon Ikarus 260, Ikarus 280 és Ikarus 415 típusú járművek közlekedtek.
 
Az autóbusz csak munkanapokon közlekedett, néhány alkalommal.

## Útvonala
| Ágfalvi úti lakótelep felé |
| --- |
| Jereván lakótelep vá. – Juharfa út – Teleki Pál út – Lackner Kristóf utca – Ógabona tér – Széchenyi tér – Erzsébet utca – Állomás utca – Mátyás király utca – Csengery utca – Csatkai Endre utca – Frankenburg út – Vörösmarty Mihály utca – Kossuth Lajos utca – Baross út – Terv utca – Öntöde utca – Ágfalvi út – Ágfalvi úti lakótelep vá. |

| Jereván lakótelep felé |
| --- |
| Ágfalvi úti lakótelep vá. – Ágfalvi út – Kelénpataki utca – Heimler Károly utca – Kertvárosi utca – Ágfalvi út – Öntöde utca – Terv utca – Baross út – Kossuth Lajos utca – Vörösmarty Mihály utca – Frankenburg út – Csatkai Endre utca – Csengery utca – Erzsébet utca – Állomás utca – Mátyás király utca – Széchenyi tér – Várkerület – Lackner Kristóf utca – Teleki Pál út – Juharfa út – Jereván lakótelep vá. |

## Megállóhelyei
| Perc | Megálló neve                           | Perc | Átszállási lehetőségek (az akkori menetrend szerint) |
| ---- | -------------------------------------- | ---- | --- |
| 0    | Jereván lakótelep                      | 22   | 1, 2, 5, 5A, 5T, 6, 7, 7A, 9, 10, 10A, 10B, 10Y, 12, 13, 14M, 14MP, 17, 19, 20, 20A, 20K, 20M                                                                   |
| 1    | Juharfa út 16.                         | 21   | 1, 2, 6, 7, 7A, 9, 11M, 12, 13, 14M, 14MP, 17, 19 |
| 2    | Teleki Pál út 2.                       | 20   | 1, 2, 5, 5A, 5T, 6, 7, 7A, 9, 10, 10A, 10B, 10IB, 10M, 10Y, 11M, 12, 13, 14M, 14MP, 17, 19, 20, 20A, 20K, 20M                                                   |
| 3    | Lackner Kristóf utca, autóbusz-állomás | 19   | 1, 2, 3, 3A, 3M, 4, 5, 5A, 5T, 6, 7, 7A, 8, 9, 10, 10A, 10B, 10IB, 10M, 10Y, 11M, 12, 12A, 13, 13HK, 13M, 14, 14M, 14MP, 14P, 16, 17, 19, 20, 20A, 20K, 20M, 21 |
| 4    | Ógabona tér                            | –    | 5, 5A, 5T, 6, 9, 10, 10A, 10B, 10Y, 12, 12A, 13, 14, 14M, 14MP, 14P, 17, 20, 20A, 20K, 20M                                                                      |
| –    | Várkerület, Festő köz                  | 18   | 1, 2, 4, 5, 5A, 5T, 6, 9, 10, 10A, 10B, 10IB, 10M, 10MB, 10Y, 11M, 12, 12A, 13, 14, 14M, 14MP, 14P, 17, 19, 20, 20K, 20M                                        |
| –    | Várkerület, Árpád utca                 | 17   | 1, 2, 4, 5, 5A, 5T, 6, 9, 10, 10A, 10B, 10IB, 10M, 10MB, 10Y, 11M, 12, 12A, 13, 13HK, 14, 14M, 14MP, 14P, 17, 19, 20, 20K, 20M                                  |
| –    | Várkerület, Ötvös utca                 | 15   | 1, 2, 4, 5, 5A, 5T, 9, 10, 10A, 10B, 10IB, 10M, 10MB, 10Y, 11M, 12, 12A, 15, 15A, 17, 19, 20, 20K, 20M                                                          |
| 6    | Erzsébet utca                          | –    | 1, 2, 5, 5A, 5T, 9, 10, 10A, 10B, 10Y, 11, 11A, 12, 12A, 15, 15A, 17, 19, 20, 20A, 20K, 20M, 22                                                                 |
| –    | Mátyás király utca                     | 14   | 1, 2, 4, 5, 5A, 5T, 9, 10, 10A, 10B, 10IB, 10M, 10MB, 10Y, 11, 11A, 11M, 12, 12A, 15, 15A, 17, 20, 20K, 20M, 22                                                 |
| 8    | GYSEV pályaudvar                       | 13   | 1, 2, 4, 5, 5A, 5T, 7, 9, 10, 10A, 10B, 10C, 10IB, 10M, 10MB, 10Y, 11, 11A, 11M, 12, 12A, 15, 15A, 17, 20, 20A, 20K, 20M, 22                                    |
| 10   | Csengery utca, Elzett-udvar            | 12   | 1, 2, 4, 9, 10, 10A, 10B, 10C, 10IB, 10M, 10MB, 10Y, 11M, 12, 12A, 15, 15A                                                                                      |
| 11   | Frankenburg út                         | 10   | 1, 2, 4, 9, 10, 10A, 10B, 10C, 10IB, 10M, 10MB, 10Y, 15, 15A |
| 13   | Kossuth Lajos utca, Vadász utca        | 9    | 3, 3A, 3M, 4, 16, 21, 22 |
| 15   | Baross út, Déli pályaudvar             | 7    | 3A, 4, 16 |
| 17   | Sörgyár                                | 5    | 3A, 4, 16 |
| 19   | Terv utca                              | 4    | 3A, 4, 16 |
| 20   | Öntöde utca                            | 2    | 3A, 4, 16, 21, 22 |
| 21   | Berkenye utca                          | 1    | 3A, 4, 16, 21, 22 |
| 22   | Ágfalvi úti lakótelep                  | 0    | 3A, 4, 16, 21, 22 |

## Külső hivatkozások
- A Kisalföld Volán Zrt. honlapja
- Online soproni utastájékoztató rendszer
- Sopron hivatalos honlapja
- Sopron autóbusz menetrendkönyv: 1999-2000 év
- Sopron autóbusz menetrendkönyv: 2007-2008 év